# Климпуш-Цинцадзе Іванна Орестівна
Іванна Орестівна Климпуш, у шлюбі Климпуш-Цинцадзе (нар. 5 липня 1972, Київ) — українська політична та громадська діячка, народний депутат України Верховної Ради IX скликання, Голова Комітету Верховної Ради з питань інтеграції України до Європейського Союзу (від 29 серпня 2019).
Віцепрем'єр з питань європейської та євроатлантичної інтеграції України (16 квітня 2016 — 29 серпня 2019).
Народний депутат України Верховної Ради VIII (27 листопада 2014 — 16 квітня 2016) та IX скликань.

## Життєпис
Народилася 5 липня 1972 року в Києві, донька Ярослави Климпуш та Ореста Климпуша. Дід Дмитро Климпуш — головнокомандувач Карпатської Січі, військовий діяч, український націоналіст, народився на Закарпатті.
В 1992 році — навчалася на курсі «Історія України. Українська література» у літній школі при Гарвардському українському дослідницькому інституті Гарвардського університету (США).
Протягом 1993 року навчалася міжнародних відносин у Державному Університеті штату Монтана (США).
У 1994 отримала диплом спеціаліста з відзнакою за фахом «Дефектологія, олігофренопедагогіка і логопедія» в Українському державному педагогічному університеті ім. М. П. Драгоманова (нині — Національний педагогічний університет імені М. П. Драгоманова).
У 1998 здобула ступінь магістра з міжнародних відносин, референта-перекладача з англійської мови Інституту міжнародних відносин Київського національного університету імені Тараса Шевченка (диплом із відзнакою).
Одружена з грузинським дипломатом Арчілом Цинцадзе. Має двох доньок — Соломію та Меланію. Обидві навчаються в Кловському ліцей № 77. 

## Кар'єра
З 1991 працювала логопедом у дитячому територіальному медичному об'єднанні Старокиївського району.
У 1993 стала керівницею проєкту в ГО «Український незалежний центр політичних досліджень» у Києві. Пізніше очолювала Департамент міжнародних відносин центру.
З 1998 працювала у Київському центрі Інституту «Схід-Захід» на посаді керівника проєкту. З 2001 до 2002 виконувала обов'язки директора центру.
З 2002 до 2007 була кореспондентом Української служби Радіо ВВС у США (м. Вашингтон) та на Кавказі (м. Тбілісі).
Від листопада 2007 працювала заступником директора та керівником програм міжнародної благодійної організації Open Ukraine Foundation, а з вересня 2009 і до травня 2011 обіймала посаду директора фонду. Займалася стратегічним плануванням та оперативною реалізацією програм Фонду, спрямованих на підтримку міжнародного співробітництва України, публічної дипломатії, просування позитивного іміджу країни, міжнародного діалогу з питань безпеки.
Із середини 2011 року до обрання до Верховної Ради керувала Ялтинською європейською стратегією (YES) — міжнародною мережею, покликаною сприяти розвитку справедливої, демократичної та процвітаючої України й підтримці реформ, необхідних для європейської інтеграції України.
Рідна мова — українська. Вільно володіє російською та англійською. Розуміє та розмовляє польською, угорською та грузинською.

## Громадська і політична діяльність

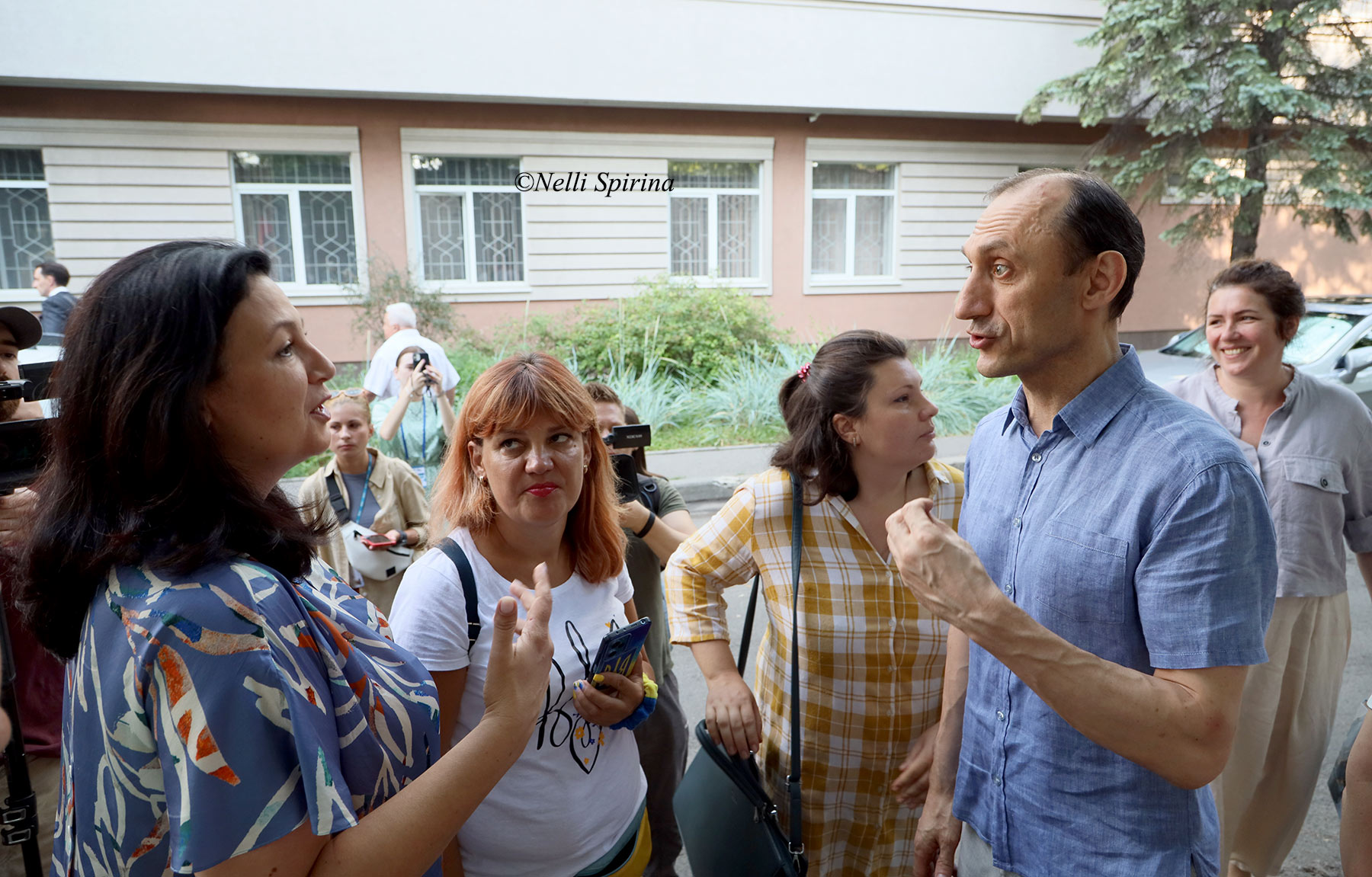
Іванна Климпуш-Цинцадзе та Роман Червінський перед засіданням в Шевченківському суді м.Києва. 18 липня 2024 року

Народний депутат України Верховної Ради VIII скликання (27 листопада 2014 — 16 квітня 2016, пройшла до парламенту від партії«Європейська Солідарність» під номером 61.).
Працювала Першою заступницею Голови Комітету Верховної Ради України у закордонних справах, очолювала Постійну делегацію Верховної Ради України у Парламентській Асамблеї НАТО, була членом Української частини Парламентського комітету асоціації між Україною та ЄС. Очолювала міжпарламентську групу друзів «Україна — ЄС», групу з міжпарламентських зв'язків з Грузією, була Першою заступницею співголови групи з міжпарламентських зв'язків з США.
Від 16 квітня 2016 до 29 серпня 2019 — Віцепрем'єр-міністр з питань європейської та євроатлантичної інтеграції України. В Уряді опікувалася темами європейської та євроатлантичної інтеграції України, а також питаннями гендерної рівності.
З 29 серпня 2019 року — Народний депутат України Верховної Ради IX скликання (пройшла до Парламенту під № 10 політичної партії «Європейська солідарність»), Голова комітету з питань інтеграції України з Європейським Союзом у Верховній Раді України IX скликання (з 29 серпня 2019 року).
Є членом наглядових рад ГО «Інститут економічних досліджень та політичних консультацій» та ГО «Український інститут публічної політики», членом громадського об'єднання "Асоціація випускників «Аспен-Україна»; входить до правління громадської організації «Український медіацентр» («Український кризовий медіа-центр»), правління YES.
12 грудня 2019 року Іванна Климпуш-Цинцадзе увійшла до складу Міжфракційного об'єднання «Гуманна країна», створеного для популяризації гуманістичних цінностей та захисту тварин від жорстокості.
18 липня 2024 року в Шевченківському суді м.Києва підтримала звинуваченого полковника Романа Червінського.

## Публікації
Співавтор книги «Чорноморський регіон: співробітництво і безпека», що була опублікована у 2000 р. інститутом «Схід-Захід» у Нью-Йорку.